# Amnion

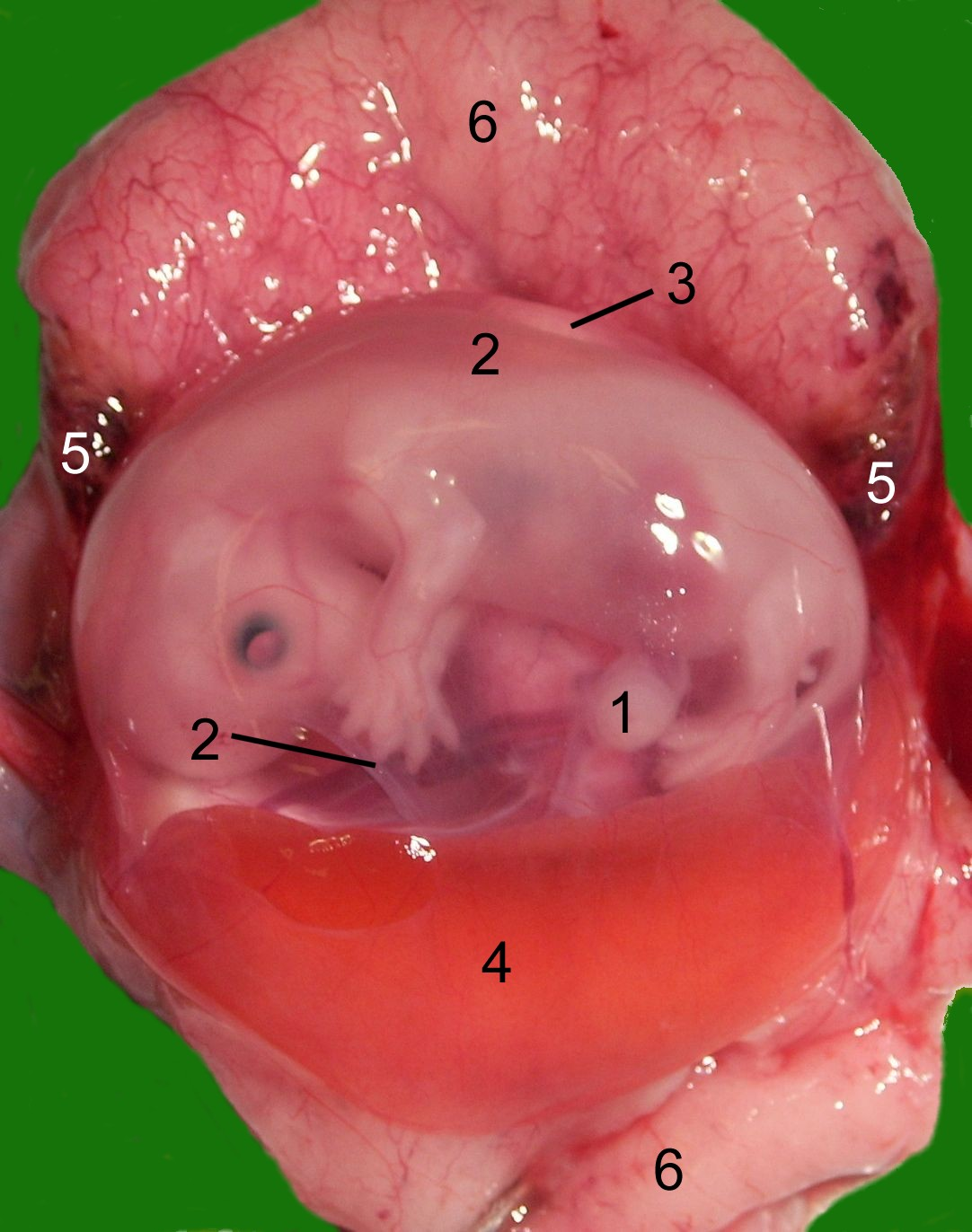
Livmoder med foster från katt. Amnion är den stora blåsan i mitten, markerad med siffran '2'.

Amnion är den innersta fosterhinnan hos kräldjur, fåglar och däggdjur. Dessa djur kallas amnioter. Amnion är ett membran som bildar en vätskefylld blåsa i vilket embryot kan utvecklas.